# Lars-Ove Haraldsson
Lars-Ove Haraldsson, född 21 juli 1942, är en svensk före detta fotbollsspelare (försvarare/halvback), som 1967–1969 representerade Gais i allsvenskan.
Haraldsson värvades till Gais från Grimsås IF 1967. Han var en slitstark och tongivande halvback för klubben, men var skadebenägen och missade många matcher. Totalt blev det på tre säsonger i Gais 26 matcher och 3 mål för Haraldsson innan han återvände till Grimsås till säsongen 1970.